# Bapaume (aviso)
Pour l’article homonyme, voir Bapaume.
Le Bapaume est un aviso de la classe Arras et le premier porte-aéronefs français, lancé en août 1918, en service dans la marine française de 1920 à 1936, puis est démoli en 1937.

## Construction
Le Bapaume est issu d'un programme de guerre, prévu pour quarante-trois avisos dont seules trente unités sont construites. Il est mis sur cale à l'arsenal de Lorient, avec ses sister-ships Bar-le-Duc et Belfort, puis est lancé en août 1918.

## Descriptif
L’aviso présente une silhouette semblable à celle d'un cargo. Il s'agit de leurrer les équipages de sous-marins, sur le modèle des bateaux pièges Q-ships britanniques camouflés en navires marchands. La passerelle de navigation est placée au centre et englobe la cheminée.
Le navire est propulsé par deux turbines à engrenages Parsons/Breguet de 5 000 ch, alimentées par deux chaudières chauffées au mazout. Cet ensemble permet de naviguer à une vitesse maximum de 20 nœuds, avec un rayon d'action de 3 000 nautiques à 11 nœuds.
L'armement est constitué de deux canons de 138 mm Modèle 1910, un canon de 75 mm et 4 mitrailleuses antiaériennes de 8 mm.

## Carrière

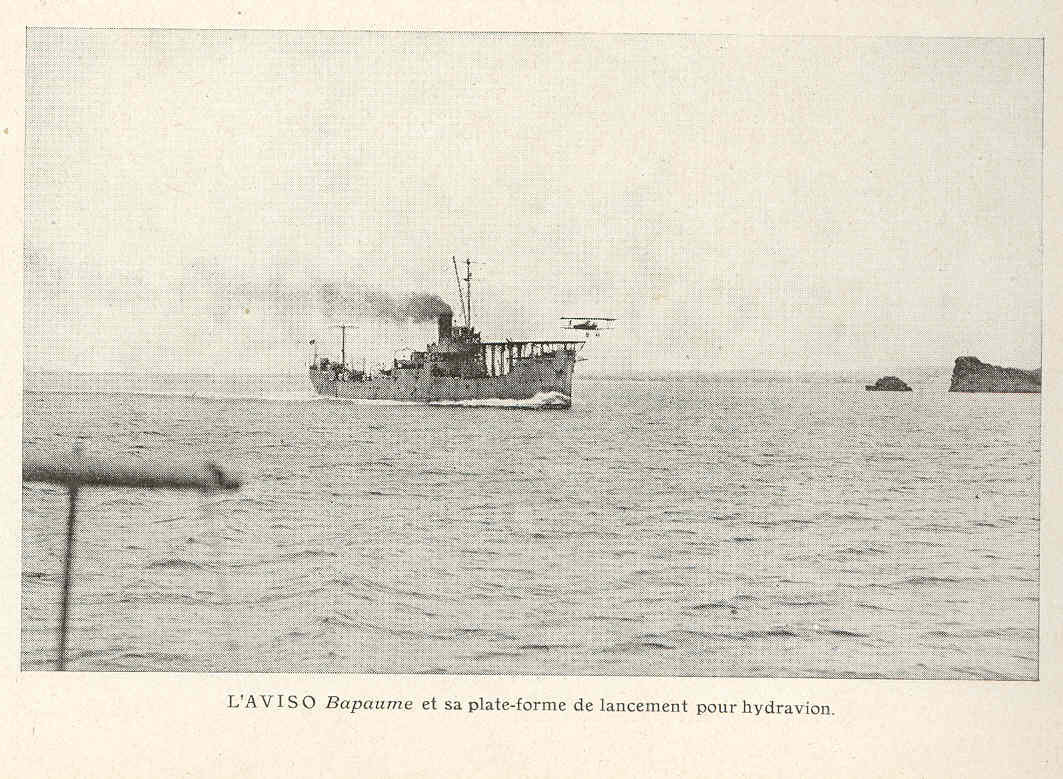
Le Bapaume, équipé d'une plateforme de décollage pour avion.

Peu après sa mise en service actif en 1920, l'aviso Bapaume est transformé. Il devient ainsi le premier porte-avions de la marine française et sert d'école, dans l'attente de la transformation du cuirassé Béarn. Cette modification est obtenue par l'officier de marine Paul Teste, pionnier de l'aviation embarquée. 
Une plate-forme en bois est placée à l'avant du navire, permettant l'embarquement d'un seul avion. Elle est large de huit mètres soixante-dix et longue d'une vingtaine de mètres. Cette structure sert de piste de décollage, sur une distance variant de quinze à dix-huit mètres selon le type d'avion . Paul Teste et les pilotes de l'escadrille de chasse AC 1 de l'Aviation navale réalisent à partir de mars 1920 des décollages à partir de cette plateforme, avec les Hanriot HD 2 débarrassés de leurs flotteurs, Nieuport 21/23 et Nieuport-Delage NiD.32. La formation au décollage des pilotes a lieu jusqu'en juin 1924 sur ce navire.
L'aviso est équipé en 1923 d'un détecteur à ultrasons.
Le Bapaume cesse ses activités aéronautiques en 1924. Il assure après 1925 des séries d'observations hydrologiques régulières au large d'Ouessant, au bénéfice de l'Office Scientifique et Technique des Pêches Maritimes
Une école préparatoire indigène de la Marine est créée à son bord le 1er octobre 1930 et forme les matelots algériens.
L'aviso Bapaume est retiré du service en 1936 et démantelé en 1937.

#### À voir
- Les porte-avions français de 1918 à aujourd’hui. Dossiers. Porte-avions & Aéronavale. 1er janvier 2009 -
- L’aviation d’escadre. Les préparatifs d’embarquement. Premiers essais sur bâtiments -
- French Fleet Air Arm. www.ffaa.net., CAPITAINE DE FREGATE PAUL TESTE (1892-1925), BIOGRAPHIE -
- French Fleet Air Arm. www.ffaa.net., FLOTTILLE 11.F -
- French Fleet Air Arm. www.ffaa.net., Chronologie. Principaux Évènements 1910-2010 : 1920 -
- Marine Forum, FRANCE PORTE-AVIONS BEARN, Message de Clausewitz, Le lieutenant de vaisseau Teste et son Hanriot HD.2 à bord du Bapaume et ci-dessous un décollage depuis le Bapaume, 24 mars 2010 (deux photographies) -

#### Images
- French Fleet Air Arm. www.ffaa.net., décollage du Bapaume-
- French Fleet Air Arm. www.ffaa.net., avion sur le Bapaume -
- French Fleet Air Arm. www.ffaa.net., vue rapprochée -
- 14-18 Forum, olivier 12, DORADE - Transport d'aviation, 05 avril 2008, imageshack.us portehydravioncx3.jpg -
- 14-18 Forum, Niala, Le grand rang vers 1920 à Toulon, 27 mars 2011 -
- Diaressaada.alger.free.fr, L'aviso Bapaume et l'école préparatoire indigène de la Marine -